# 浅田将汰
浅田 将汰（あさだ そうた、2001年4月23日 - ）は、福岡県飯塚市出身の元プロ野球選手（投手）。右投右打。

## 経歴

### プロ入り前
飯塚市立庄内小学校2年の時に庄内ジャガーズで野球を始め、投手として6年時に県大会に優勝。また飯塚市立庄内中学校在学時は飯塚ボーイズに在籍し、3年時に九州大会に優勝している。また九州代表として世界大会も経験。
高校は熊本県の有明高等学校に進学。1年夏からベンチ入りし、1年秋からエースとなる。3年春の熊本大会では3回戦の熊本北戦で19奪三振を記録し注目を集めた。3年夏の熊本県大会は準決勝で熊本工に0-2で敗戦。甲子園には出場できなかったが、U-18ワールドカップに日本代表として出場し、南アフリカ戦、オーストラリア戦に登板した。また野手としても非凡な才能を見せ、高校通算29本塁打を放っている。
NPB全12球団から調査書が届き、2019年9月24日にプロ志望届を提出。2019年10月17日に行われたプロ野球ドラフト会議において、横浜DeNAベイスターズから7巡目で指名を受け、11月12日に契約金2090万円、年俸475万円（金額は推定）で仮契約を結んだ。担当スカウトは篠原貴行。

### DeNA時代
2020年は、イースタン・リーグ公式戦11試合に登板。3勝2敗、防御率4.09という成績を残した。
2021年は、春先から右手首のガングリオンや肩甲骨や腹斜筋の故障に苦しみ、3回10失点で降板した7月8日のヤクルト戦以降は公式戦での登板はなく、イースタン・リーグ5試合に登板し、0勝3敗、防御率14.74という成績に終わった。
2022年は、イースタン・リーグ公式戦22試合に登板するも、0勝6敗1セーブ、防御率11.92と精彩を欠いた。10月16日、球団から戦力外通告を受け、19日に現役引退を決断した。

## 選手としての特徴
最速149km/hのストレートに加え、縦のスライダーなど多彩な変化球を投げる。

## 詳細情報

### 年度別投手成績
- 一軍公式戦出場なし

### 背番号
- 54（2020年 - 2022年）